# Gyranthera caribensis
Gyrantera caribensis es un árbol de gran tamaño, endémico de la Cordillera de la Costa en Venezuela.

## Historia
El Gyranthera caribensis Pittier, 1921 es un árbol endémico de la Cordillera de la Costa en Venezuela, del género botánico Gyranthera.
Coloquialmente se le conoce con distintos nombres, dependiendo de la zona: en el Distrito Capital le llaman cucharo, en el Estado Aragua lo llaman niño, en el Estado Carabobo lo llaman Candelo. Característico por su gran tamaño (algunas ejemplares pueden alcanzar los 60 metros de altura), tiene una madera blanda que no tiene utilidad comercial. Su tronco tiende a no bifurcarse hasta llegar a una gran altura. La corteza tiende a mostrar moho, musgo y manchas de distintos tonos café y verde. Es común que de sus ramas crezcan numerosos helechos arborescentes. Sus raíces tubulares son características, están adaptadas al suelo de la selva tropical lluviosa. Se encuentra en mayor medida en los estados venezolanos de Carabobo, Aragua, Miranda, Vargas y el Distrito Capital.
Numerosos ejemplares de gran tamaño pueden ser hallados tanto el Parque nacional Waraira Repano, el Parque nacional Henri Pittier y el Parque nacional San Esteban.

## Distribución
Gyranthera caribensis se encuentra en bosques húmedos del norte de Venezuela, entre los 0 y 1800 m. Se ha registado en diferentes unidades boscosas entre el cerro Socopo, entre los estados Zulia y Falcón, y el Cerro el Ávila, entre los estados Vargas y Miranda. No puede sobrevivir en los suelos ácidos del bosque nublado, ni en los sitios con pendiente muy marcada.

## Interacciones bióticas
Las frutos y semillas son consumidos por la guacamaya roja (Ara macao), monos (Cebus olivaceus) y otros mamíferos arbóreos, que lo toman directamente del árbol, y por la lapa o paca (Agouti pacca), venado caramerudo (Odocoileus virginianus), venado matacán (Mazama americana y M. gouazoubira) y báquiros (Tayassu taiacu y T. pecari) que los consumen al caer al suelo.